# Gynoplistia (Gynoplistia) toxopei
Gynoplistia (Gynoplistia) toxopei is een tweevleugelige uit de familie steltmuggen (Limoniidae). De soort komt voor in het Australaziatisch gebied.